# Есхин
Вижте пояснителната страница за други личности с името Есхин.
Есхин (на гръцки: Αισχίνης) е оратор и политик в Атина.
Той е роден в Атина. През 346 пр.н.е. той е с Филократ и Демостен в делегацията на Атина от десет души, която в Пела сключва мирен договор с Филип II. По-късно Демостен го съди за това (1. и 2. реч). През 330 пр.н.е. той е осъден да плати глоба и напуска Атина. След това той вероятно отива на Родос и дава уроци по реторика. След това той отива на Самос, където умира.
Той пише реч „Против Ктесифон“ (3.), на която Демостен отговаря с речта „За Ктесифон“ (18. реч), най-голямата реч на древността.